# ニック・ターリー
ニコラス・カーライル・ターリー（英: Nikolas Carlyle "Nik" Turley、1989年9月11日 - ）は、アメリカ合衆国カリフォルニア州ロサンゼルス郡ラ・カナダ・フリントリッジ出身のプロ野球選手（投手）。左投左打。

## 経歴

### プロ入りとヤンキース傘下時代

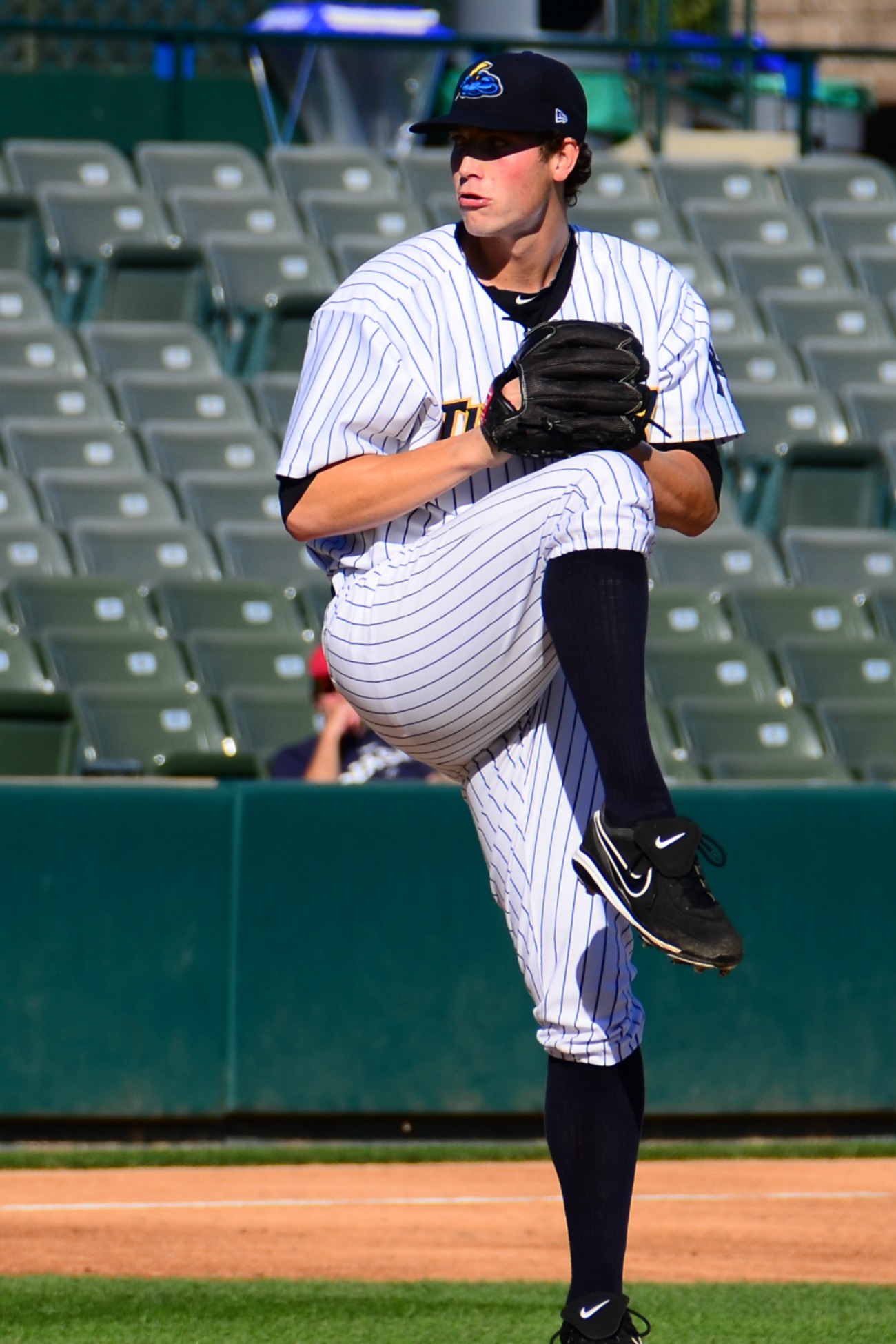
AA級トレントン・サンダー時代

2008年のMLBドラフト50巡目（全体1502位）でニューヨーク・ヤンキースから指名され、プロ入り。契約後、ルーキー級ガルフ・コーストリーグ・ヤンキースでプロデビュー。
2009年もルーキー級ガルフ・コーストリーグでプレーした。
2010年はガルフ・コーストリーグでプレーしていたが、7月1日からA-級スタテンアイランド・ヤンキースに昇格。
2011年はA級チャールストン・リバードッグス、A+級タンパ・ヤンキースでプレー。
2012年はA+級タンパでプレー。9月3日からAA級トレントン・サンダーでプレーした。11月20日に40人枠入りを果たした。
2013年はAA級トレントンで開幕を迎えた。5月13日にAAA級スクラントン・ウィルクスバリ・レイルライダースに昇格した。翌日再びAA級トレントンに降格した。AA級トレントンでは27試合（先発26試合）に登板して11勝8敗、防御率3.88、137奪三振を記録した。
2014年3月12日にAAA級スクラントン・ウィルクスバリへ異動したが、4月26日に自由契約となった。5月23日にヤンキースとマイナー契約で再契約した。この年はルーキー級ガルフコーストリーグ・ヤンキース1とAAA級スクラントン・ウィルクスバリでプレー。AAA級スクラントン・ウィルクスバリでは13試合（先発12試合）に登板して5勝3敗、防御率4.62、44奪三振を記録した。オフの11月7日にFAとなった。

### ジャイアンツ傘下時代
2014年12月6日にサンフランシスコ・ジャイアンツとマイナー契約を結んだ。
2015年は傘下のA+級サンノゼ・ジャイアンツとAAA級サクラメント・リバーキャッツでプレーし、2球団合計で20試合に先発登板して8勝8敗、防御率4.39、88奪三振を記録した。オフの11月6日にFAとなった。

### レッドソックス傘下時代
2015年11月24日にシカゴ・ホワイトソックスとマイナー契約を結んだ。2016年のスプリングトレーニング中の3月28日に自由契約となった。4月3日にボストン・レッドソックスとマイナー契約を結んだ。傘下のAA級ポートランド・シードッグスでプレーし、20試合（先発2試合）に登板して1勝2敗、防御率4.29、48奪三振の成績を残したが、7月14日に自由契約となった。

### 独立リーグ時代
2016年7月27日に独立リーグであるアトランティックリーグのサマセット・ペイトリオッツと契約。10試合（先発8試合）に登板して5勝1敗、防御率2.02、66奪三振を記録した。

### ツインズ時代
2016年10月21日にミネソタ・ツインズとマイナー契約を結んだ。
2017年は開幕を傘下のAA級チャタヌーガ・ルックアウツで迎え、AAA級ロチェスター・レッドウイングスを経て6月11日にメジャー契約を結んでアクティブ・ロースター入りした。同日のジャイアンツ戦でメジャーデビュー。この年メジャーでは10試合（先発3試合）に登板して0勝2敗、防御率11.21、13奪三振を記録した。

### パイレーツ時代
2017年11月5日にウェイバー公示を経てピッツバーグ・パイレーツへ移籍した。
2018年1月29日、成長ホルモンの放出を刺激する性能向上物質であるイパモレリン（Ipamorelin）の陽性反応が出たため、開幕から80試合の出場停止となった。この年はメジャー及びマイナーともに登板機会が無く、レギュラーシーズン終了後の10月4日に40人枠外となった。
2019年も登板機会が無かった。
2020年7月23日にメジャー契約を結んで40人枠入りした。
2021年1月12日にDFAとなった。

### ホワイトソックス傘下時代
2021年1月14日に金銭トレードで、オークランド・アスレチックスへ移籍したが、3月21日にウェイバー公示を経てホワイトソックスへ移籍した。だが、3月30日にジェイク・ラムの加入に伴ってDFAとなり、4月1日にマイナー契約となった。

### 広島時代

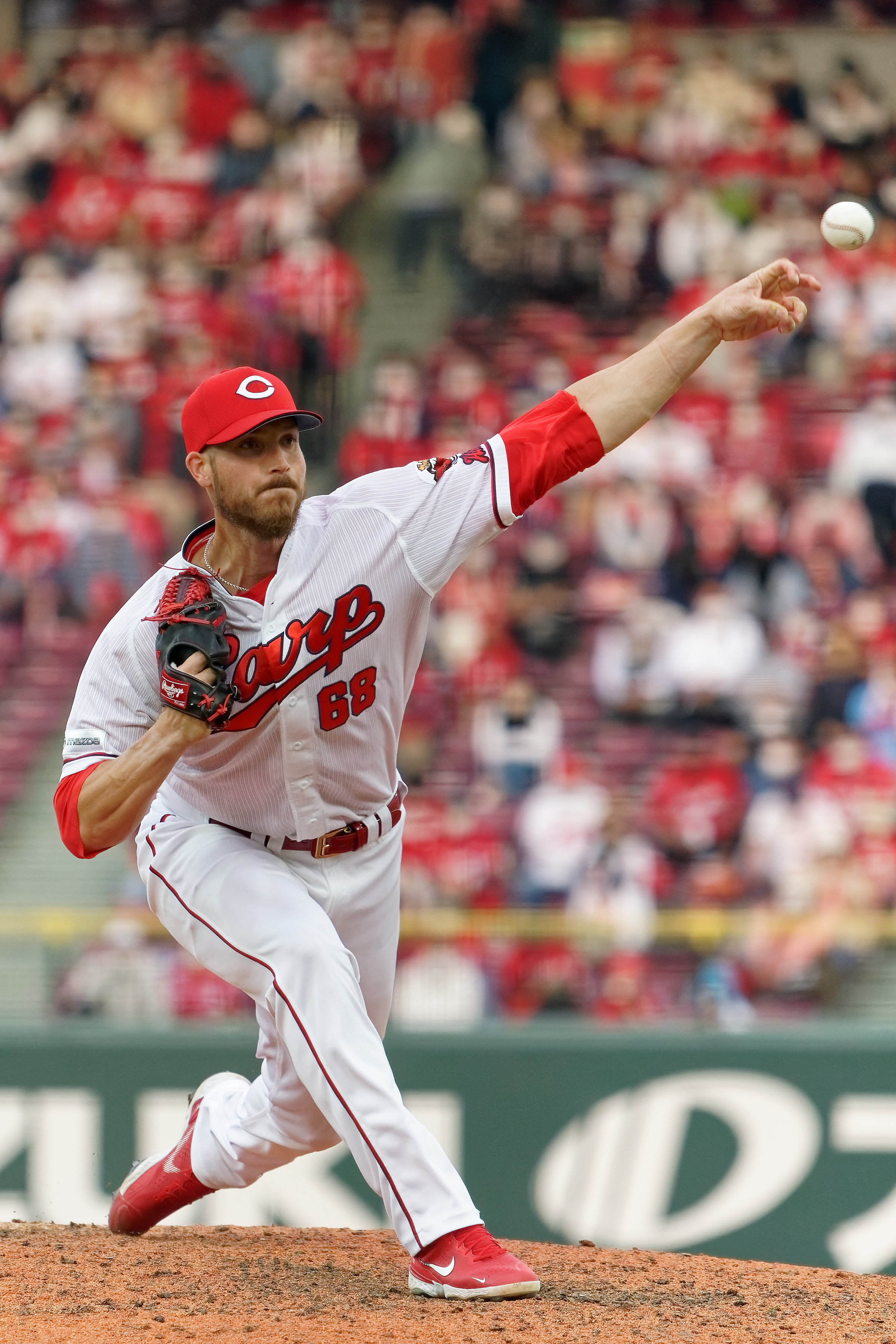
広島東洋カープ時代
（2022年3月15日 マツダスタジアム）

2021年11月9日に広島東洋カープと契約したことが発表された。契約金10万ドル、年俸65万ドル。背番号は68。
2022年5月3日の読売ジャイアンツ戦で来日初登板し、1回を無失点に抑えた。7月にチーム内で新型コロナウイルス感染症が流行した際、自身も7月19日にPCR検査で陽性となり、無症状ではあったが出場選手登録を抹消された。復帰後の8月以外は防御率が1点-2点台と安定した投球を続け、最終的にリリーフ投手として森浦大輔、松本竜也、栗林良吏に次ぐチーム4番目の45登板で2勝4敗14ホールド、防御率3.11を記録。シーズン終了後の11月16日に再契約金20万ドル、年俸80万ドルプラス出来高払いで契約を更新した。
2023年4月14日の東京ヤクルトスワローズ戦で8回表から登板し、無失点に抑えた直後に降雨コールドとなったため、来日初セーブを記録した。8月21日に腰痛を理由に出場登録を抹消され、一軍登録のないままレギュラーシーズンを終えた。10月14日の横浜DeNAベイスターズとのクライマックスシリーズファーストテージ第1戦で復帰登板し、勝利投手となった。最終的に、44登板で7勝1敗1セーブ22ホールド、防御率1.74を記録したが、オフに自由契約となった。

### 楽天時代
2023年12月27日、東北楽天ゴールデンイーグルスへの入団が発表された。推定年俸は8000万円。背番号は20。
2024年1月23日に、リーガ・メヒカーナ・デ・ベイスボル（メキシカンリーグ）のモンクローバ・スティーラーズも公式Xでターリーの獲得を発表するという事態が起こったが、楽天球団は「そのような事実はない」と否定しており、その後モンクローバは当該ポストを削除している。
春季一軍キャンプに参加し、シーズンは開幕を一軍で迎えるも、4月6日の対福岡ソフトバンクホークス戦では柳田悠岐に8回二死二塁の場面で逆転の2点本塁打を打たれるなど、3試合で3失点の不安定な投球が続き、4月12日にはNPB感染症特例により登録抹消される。交流戦開幕直前の5月28日に再び一軍に昇格し、負けている状況を中心に投げ、楽天の交流戦優勝に貢献した。しかし交流戦終了後は6月23日の北海道日本ハムファイターズ戦で9回に登板し二死満塁のピンチを招くなど、再び不安定な投球も目立ち、7月16日の北海道日本ハムファイターズ戦ではフランミル・レイエスに7回に逆転の3点本塁打を打たれた。7月20日の対オリックス・バファローズ戦には12回裏に8番手で登板し、11球連続ボールを含む3四球で一死満塁を招くも、中川圭太を併殺に仕留め移籍後初のセーブを挙げたが、その2日後の7月22日に登録抹消。9月12日には再昇格した。最終的に登板数は広島時代から大きく減少し17試合で、0勝1敗2ホールド1セーブ、防御率2.93に終わった。12月2日に楽天に残留することが発表された。
2025年は春季一軍キャンプのメンバー入りした。そのまま開幕一軍入りしたものの、2試合の登板で1.1回を1失点、防御率6.75という成績で、4月7日に出場選手登録を抹消された。以降は一軍登板がなく、7月31日にウェイバー公示申請の手続きが行われたことが発表された。獲得を請求する球団はなく、8月7日付で自由契約選手公示された。

## 投球スタイル
| 球種         | 割合 | 平均球速 | 平均球速 | 最高球速 | 最高球速 |
| 球種         | %    | mph      | km/h     | mph      | km/h     |
| フォーシーム | 55.5 | 94.2     | 151.6    | 96.5     | 155.3    |
| カーブ       | 44.5 | 77.6     | 124.9    | 79.7     | 128.3    |

平均約151km/hのフォーシームと平均約125km/hのカーブで投球を組み立てる。2017年には5％の割合ではあるがチェンジアップを投げていた。フォーシームの最速は、2017年に記録した97mph（約156.1km/h）。

## 詳細情報

### 年度別投手成績
| 年 度    | 球 団    | 登 板 | 先 発 | 完 投 | 完 封 | 無 四 球 | 勝 利 | 敗 戦 | セ 丨 ブ | ホ 丨 ル ド | 勝 率 | 打 者 | 投 球 回 | 被 安 打 | 被 本 塁 打 | 与 四 球 | 敬 遠 | 与 死 球 | 奪 三 振 | 暴 投 | ボ 丨 ク | 失 点 | 自 責 点 | 防 御 率 | W H I P |
| -------- | -------- | ----- | ----- | ----- | ----- | -------- | ----- | ----- | -------- | ----------- | ----- | ----- | -------- | -------- | ----------- | -------- | ----- | -------- | -------- | ----- | -------- | ----- | -------- | -------- | ------- |
| 2017     | MIN      | 10    | 3     | 0     | 0     | 0        | 0     | 2     | 0        | 0           | .000  | 89    | 17.2     | 30       | 5           | 8        | 1     | 2        | 13       | 2     | 0        | 22    | 22       | 11.21    | 2.15    |
| 2020     | PIT      | 25    | 0     | 0     | 0     | 0        | 0     | 3     | 1        | 3           | .000  | 92    | 21.2     | 13       | 1           | 11       | 1     | 3        | 20       | 1     | 1        | 13    | 12       | 4.98     | 1.11    |
| 2022     | 広島     | 45    | 0     | 0     | 0     | 0        | 2     | 4     | 0        | 14          | .333  | 155   | 37.2     | 26       | 7           | 16       | 2     | 2        | 32       | 2     | 0        | 14    | 13       | 3.11     | 1.12    |
| 2023     | 広島     | 44    | 0     | 0     | 0     | 0        | 7     | 1     | 1        | 22          | .875  | 174   | 41.1     | 39       | 1           | 15       | 2     | 2        | 42       | 2     | 0        | 10    | 8        | 1.74     | 1.31    |
| 2024     | 楽天     | 17    | 0     | 0     | 0     | 0        | 0     | 1     | 1        | 2           | .000  | 72    | 15.1     | 15       | 2           | 12       | 0     | 1        | 13       | 0     | 0        | 5     | 5        | 2.93     | 1.76    |
| MLB：2年 | MLB：2年 | 35    | 3     | 0     | 0     | 0        | 0     | 5     | 1        | 2           | .000  | 181   | 39.1     | 43       | 6           | 19       | 2     | 5        | 33       | 3     | 1        | 35    | 34       | 7.78     | 1.58    |
| NPB：3年 | NPB：3年 | 106   | 0     | 0     | 0     | 0        | 9     | 6     | 2        | 38          | .600  | 401   | 94.1     | 80       | 18          | 43       | 4     | 5        | 87       | 4     | 0        | 29    | 26       | 2.48     | 1.30    |

- 2024年度シーズン終了時

### 年度別守備成績
| 年 度 | 球 団 | 投手（P） | 投手（P） | 投手（P） | 投手（P） | 投手（P） | 投手（P） |
| 年 度 | 球 団 | 試 合     | 刺 殺     | 補 殺     | 失 策     | 併 殺     | 守 備 率  |
| ----- | ----- | --------- | --------- | --------- | --------- | --------- | --------- |
| 2017  | MIN   | 10        | 0         | 2         | 0         | 0         | 1.000     |
| 2020  | PIT   | 25        | 0         | 0         | 0         | 0         | ----      |
| 2022  | 広島  | 45        | 2         | 5         | 0         | 1         | 1.000     |
| 2023  | 広島  | 44        | 2         | 10        | 0         | 0         | 1.000     |
| 2024  | 楽天  | 17        | 0         | 1         | 0         | 0         | 1.000     |
| MLB   | MLB   | 35        | 0         | 2         | 0         | 0         | 1.000     |
| NPB   | NPB   | 106       | 4         | 16        | 0         | 1         | 1.000     |

- 2024年度シーズン終了時

### 記録

#### NPB
初記録
投手記録
- 初登板：2022年5月3日、対読売ジャイアンツ7回戦（MAZDA Zoom-Zoom スタジアム広島）、9回表に3番手で救援登板・完了、1回無失点
- 初ホールド：2022年5月6日、対横浜DeNAベイスターズ7回戦（MAZDA Zoom-Zoom スタジアム広島）、9回表に3番手で救援登板、1回無失点
- 初勝利：2022年6月26日、対横浜DeNAベイスターズ12回戦（横浜スタジアム）、11回裏に5番手で救援登板、1回無失点
- 初セーブ：2023年4月14日、対東京ヤクルトスワローズ4回戦（MAZDA Zoom-Zoom スタジアム広島）、8回表に3番手で救援登板・完了、1回無失点 ※8回降雨コールド

その他の記録
- オールスターゲーム出場：1回（2023年）

### 背番号
- 66（2017年）
- 71（2020年）
- 68（2022年[16] - 2023年）
- 20（2024年[24] - 2025年8月7日）